# Мегрово
Мегрово — озеро в Матюшкинской волости на северо-западе Опочецкого района Псковской области России.
Площадь — 1,6 км² (164,5 га, с островами — 165,0 га). Максимальная глубина — 3,0 м, средняя глубина — 2,0 м.
На берегу озера расположен посёлок Приозёрный.
Сточное. Относится к бассейну реки Мегровки, впадающей в Иссу, приток реки Великой.
Тип озера плотвично-окуневый. Массовые виды рыб: щука, плотва, окунь, густера, ерш, карась, вьюн.
Для озера характерны илисто-торфяное дно, сплавины; бывают заморы.